# Garidech
Garidech är en kommun i departementet Haute-Garonne i regionen Occitanien i södra Frankrike. Kommunen ligger i kantonen Montastruc-la-Conseillère som tillhör arrondissementet Toulouse. År 2022 hade Garidech 1 899 invånare.

## Befolkningsutveckling
Antalet invånare i kommunen Garidech
Referens:INSEE

## Monument

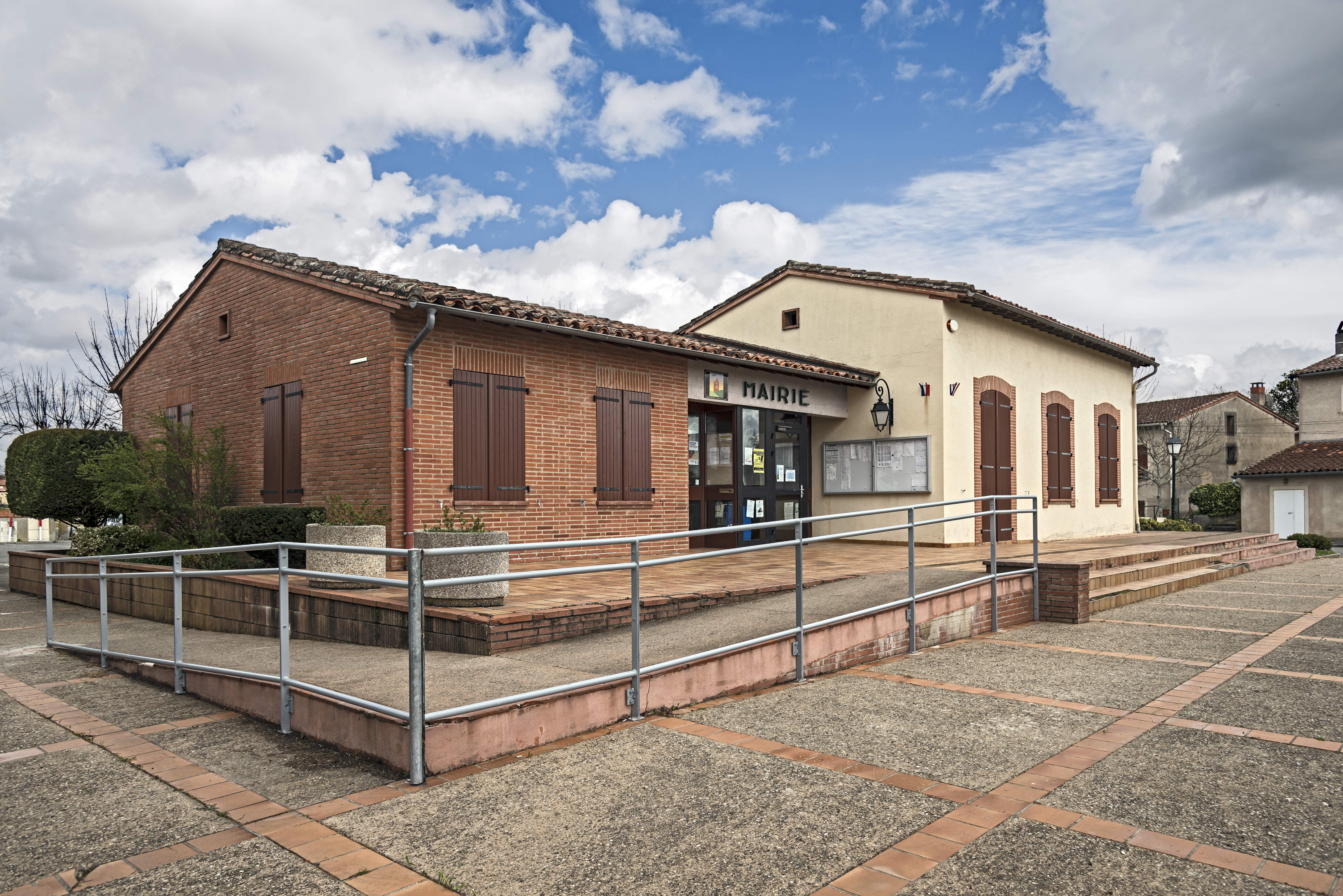
Stadshuset;
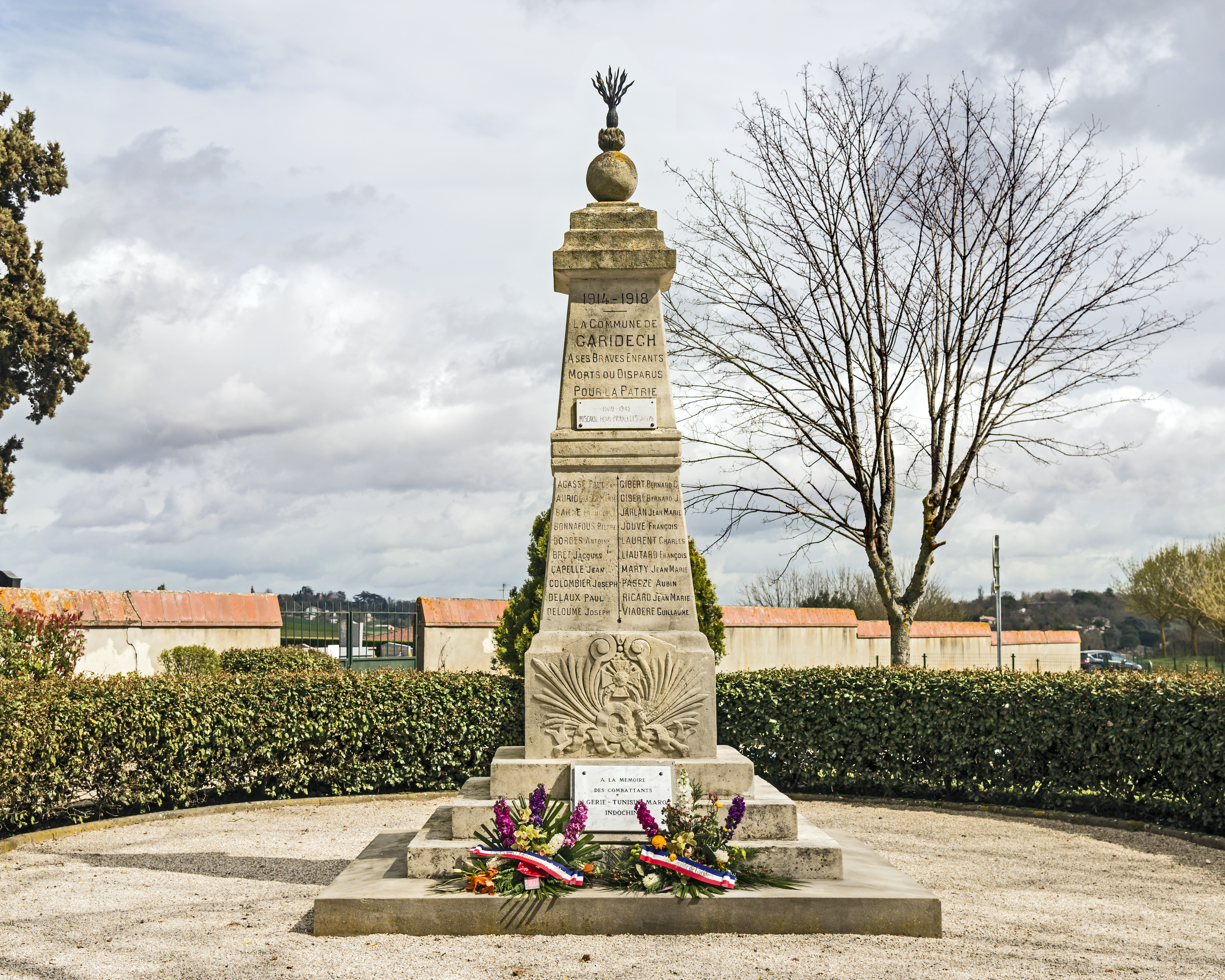
Krigsmonument;
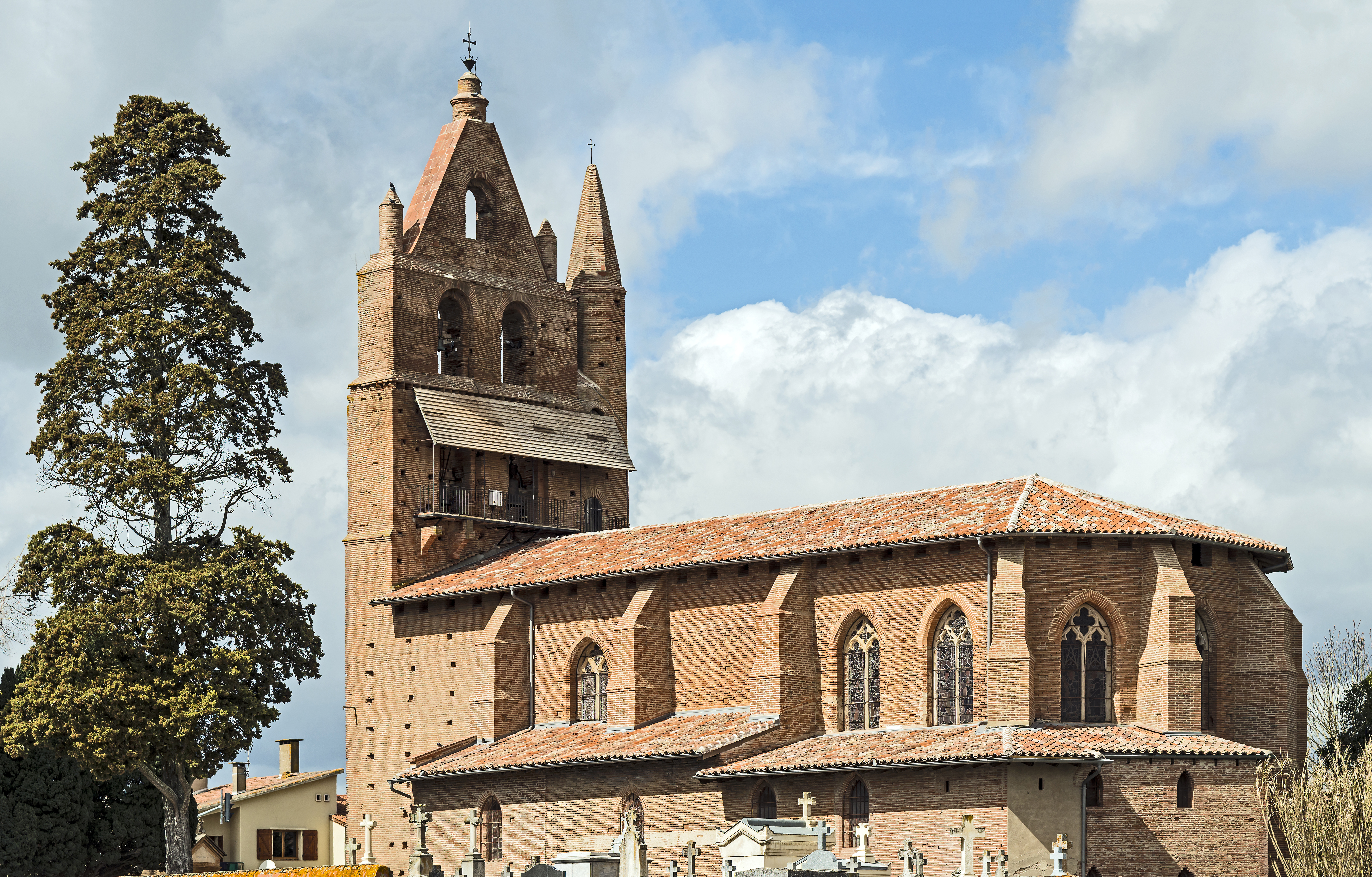
Kyrkan;
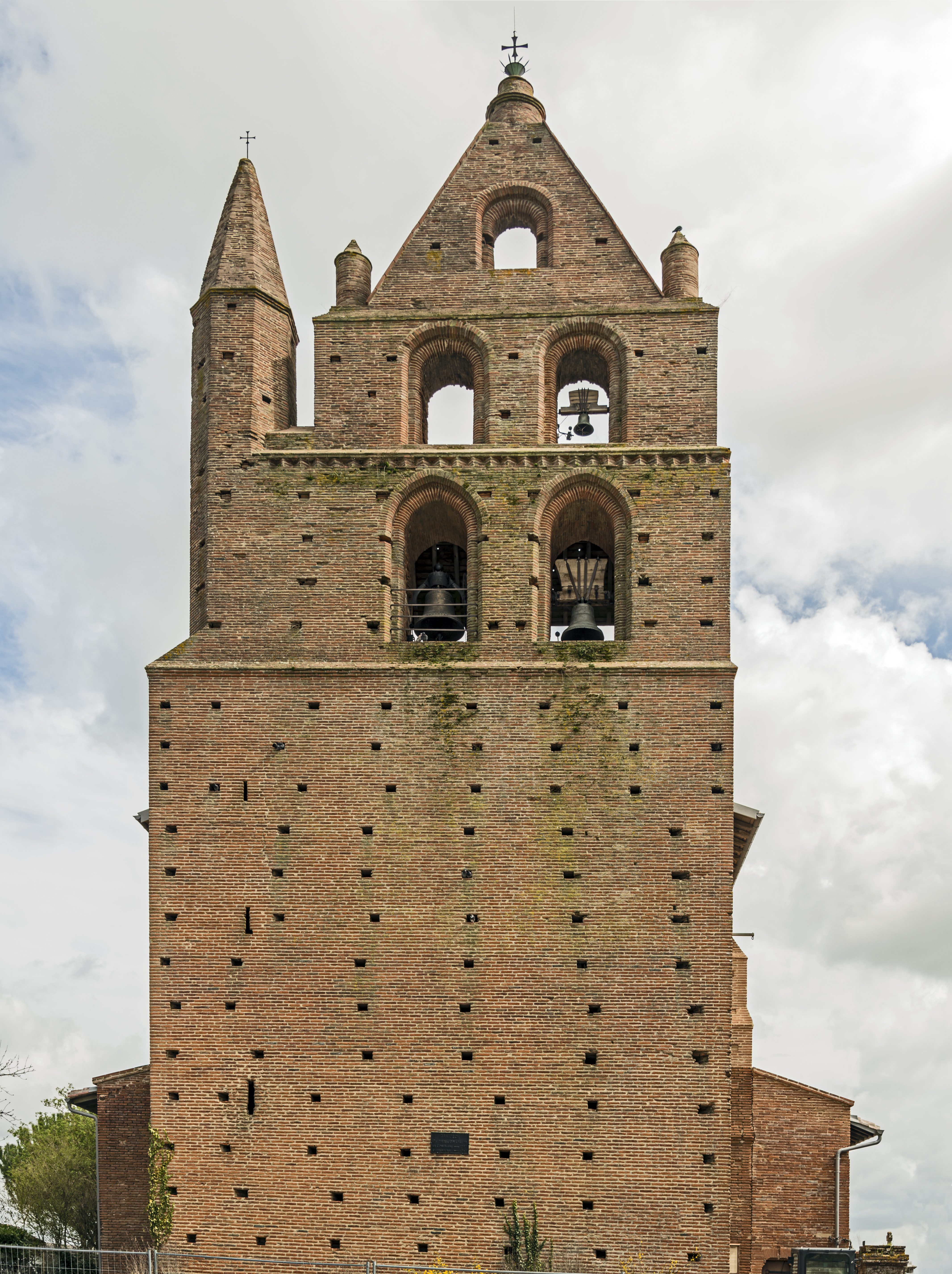
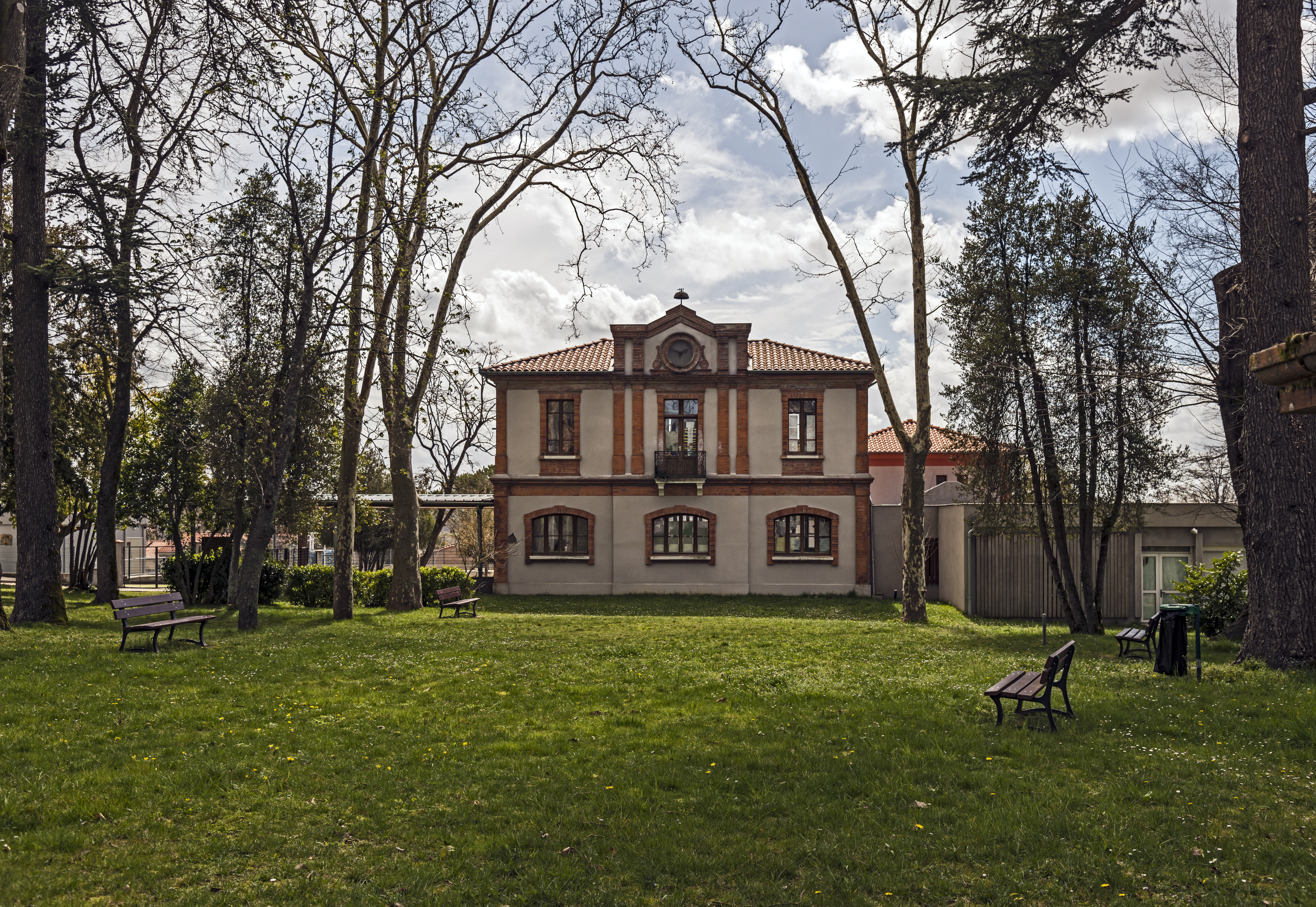
Skolan